# Drávaszög
Drávaszög az egykori Baranya vármegye délkeleti földrajzi, néprajzi elnevezése.

## Határai
A Drávaszög déli határa a Dráva folyó, míg keleti határa a Duna folyam. Északi határa Peterd és Mohács, északnyugati határa Szava település. Nyugatról az Ormánság határolja.

## Jellemzői
A terület földrajzi elnevezésén túl, néprajzi értelemben kulturális egységet is alkot.
A 18. században fából és földből építették a házakat. A Drávaszögre is jellemző volt az Ormánsághoz hasonlóan a talpasház. Talpasház már az 1520-as évek régészeti bizonyítékai szerint is léteztek. 1697-es összeírás szerint a ma Eszékhez tartozó Rétfaluban a házak fából és sárból készültek.
A törökök kiűzése után németek települtek a Drávaszögbe is, akik magukkal hozták a fachwerk típusú, azaz erősen tagolt, gerendavázas falú talpas ház építésének tudományát. 1786-os összeírás szerint főleg Belső-Drávaszögben és a német falvakban jellemzőek voltak a teljesen fából készült házak. A Siklósi járásban főleg favázas sövényből, jobbára tapasztott vesszőfonással készült házak álltak. A jobbágyok házaiban nem volt ebben az időben kémény, ezért a füst a konyha ablakán keresztül, padláson keresztül távozott. Később ezen a területen terjedt el leginkább a szabadkémény, majd a következő évszázadban a takaréktűzhely. A 18. század végén tartott összeírás megemlíti továbbá, hogy a drávaszögi falvak lakószobái füsttelenek voltak, mert a cserépkályhái, téglakályhái füstjét a konyhába vezették.
A 19. század második feléből vannak hiteles adatok a népviseletről. Ekkoriban a vászongatyás, bőszoknyás viselet jellemezte a vidéket. Az 1900-as évek elején a férfiak fehér öltözetét sötét mellény, nyakkendő és pörgekalap terjedt el. A nők hosszú selyemszoknyát kezdték el viselni ünnepnapokon. A református lelkészek püspökeiknek több levélben megemlítették, hogy tehetősek lettek a hívek. 1886. március 7-én a drávaszabolcsi Bernáth István lelkész így írt Szász Károly püspöknek:

„A fényűzés nagyban elharapozott. Az a szép és czélszerű ugynevezett 'szűr-kankó' mely Baranyában atalaban szokott ruhája volt a baranyai embernek, most már kiment a divatból; itt-ott lehet még látni egy-két öreg emberen, ennek helyét elfoglalta a rövidebb vagy hosszabb prémes posztó kabát, a bocskorét a csizma: A leányok s fiatalabb asszonyok vasárnap gyakran selyem ruhában pompáznak, pedig alig hiszem, hogy azon ¼ vagy½ telek föld jövedelme kifutná a selyemért adott költséget. De hát divat, a divatnak pedig nagy hatalma van még Baranyában is.”

1867 után a polgárosodó Siklós környéki drávaszögi emberek szoknyát és pantallót viseltek, míg az ormánságiak továbbra is a cifra paraszti viseletet. Ezért utóbbiak csúfneve lett a pupák.
A drávaszögi embereknél is megjelent a 19. század végén az egykézés. Kálmán Farkas máriagyűdi lelkész így írt erről az 1886-os levelében:

„6. Magzatvesztés: rendszeresen gyakoroltatik! Van olyan ember, ki maga adja neki nejének az 5. ftot, hogy menjen a Csarnota-i banyához, s szedesse ki magából!
Azontúl egy pápista kenő banya jár falurol falura. - De legveszedelmesebb Siklóson egy Novákné nevü bába, ki már - csak tudtommal is - sok asszonyt elküldött a másvilágra! Dr. Troll, járás-orvos, Teleki gyógyszerész, Varga uradalmi ispán, Szücs Dániel ref. tanító - nejeik az ő átkos mestersége folytán mentek el!”

A trianoni békeszerződés óta a régiót határ választja el. Északi része Magyarországhoz, déli része Horvátországhoz tartozik.
- Külső-Drávaszög: Magyarországhoz tartozik.[1] Délen a horvát államhatár húzódik, északi végpontja Peterd és Mohács.
- Belső-Drávaszög: Horvátországhoz tartozik.[1] Északon a magyar államhatár húzódik, délen a Dráva, keleten a Duna határolja.  Drávaköznek is nevezik.[1]